# Ново-Головачи
Ново-Головачи — деревня в Починковском районе Смоленской области России. Входит в состав Лысовского сельского поселения. Население — 245 жителей (2007 год). 
Расположена в центральной части области в 33 км к юго-востоку от Починка, в 15 км восточнее автодороги А141 Орёл — Витебск, на берегу реки Стометь. В 15 км западнее деревни расположена железнодорожная станция Стодолище на линии Смоленск — Рославль. 

## История
В годы Великой Отечественной войны деревня была оккупирована гитлеровскими войсками в июле 1941 года, освобождена в сентябре 1943 года.